# Sebastiaan van 't Erve
Sebastiaan Willem (Sebastiaan) van 't Erve (Apeldoorn, 25 oktober 1977) is een Nederlands ingenieur, politicus en bestuurder. Hij is lid van GroenLinks.

## Maatschappelijke loopbaan
Van 't Erve ging naar het Stedelijk Gymnasium Johan van Oldenbarnevelt in Apeldoorn. Daarna studeerde hij biologie, landbouwkunde en bestuurskunde aan de Wageningen Universiteit tussen 1997 en 2003. Daarna was hij verbonden aan het European Centre for Nature Conservation. Hij werkte op het ministerie van Landbouw, Natuur en Voedselkwaliteit als beleidsmedewerker natuurbeleid. Daar was hij betrokken bij het Programma Natura 2000 en hield hij zich er bezig met strategieontwikkeling en koersvorming rondom bestuurlijke en politieke aspecten.

## Politieke loopbaan
Daarnaast was Van 't Erve namens GroenLinks van 2006 tot 2009 en in 2010 gemeenteraadslid en fractievoorzitter in Amersfoort. Bij de Europese Parlementsverkiezingen 2009 stond hij op plaats 17 op de kandidatenlijst van GroenLinks. Vanaf 1 augustus 2009 was hij er wethouder van milieu, onderwijs, integratie, diversiteit, publieke dienstverlening en participatie namens GroenLinks. In die functie volgde hij Gerda Eerdmans op. Van 11 mei 2010 tot 9 januari 2013 was hij er wethouder van duurzaamheid, sociale zekerheid en integratie en Amersfoort 2.0.

## Burgemeester van Lochem
Van 't Erve werd op 9 januari 2014 burgemeester van Lochem. Hij kreeg dienstverlening, veiligheid en handhaving in zijn portefeuille. Hij is een van de eerste burgemeesters met een eigen elektrische auto als dienstauto. Vanaf 2019 was hij bestuurslid van het NGB met in zijn portefeuille openbare orde en veiligheid. In september 2024 kondigde hij aan in januari 2026 na twee termijnen te stoppen als burgemeester van Lochem. In februari 2025 maakte hij echter bekend dat hij op 31 maart van dat jaar te zullen stoppen als burgemeester van Lochem. In maart 2025 werd hij door de lezers van Binnenlands Bestuur, AG Connect en iBestuur verkozen tot IT-politicus van het jaar 2024 vanwege diens bijdrage aan cybersecurity en digitalisering in Nederland.

## Loopbaan na burgemeesterschap
Van 't Erve werd buitenpromovendus aan de Universiteit Leiden waar hij bezig is met een promotieonderzoek naar cybercrisismanagement bij gemeenten. Daarnaast werd hij eigenaar van Adviesgroep Van ’t Erve, lid van de raad van advies van DIVD Academie, voorzitter van de gebruikersvereniging van Centric en lid van de ENISA Advisory Group.

## Privéleven
Van 't Erve werd geboren in Apeldoorn en groeide op in Hoevelaken. Hij trouwde en kreeg vier kinderen.